# La Porte de Ptolémée
La Porte de Ptolémée (titre original : Ptolemy's Gate) est un roman de fantasy écrit par Jonathan Stroud et publié en 2005. C'est le dernier volet de La Trilogie de Bartiméus.

## Résumé
Nathaniel, dont l'existence est plus que jamais couronnée de succès, se retrouve confronté à ses pairs dans une course contre la montre effrénée. Le temps est compté pour l'empire des sorciers, qui revit ses heures les plus noires. Après le complot de Simon Lovelace et l'affaire de la Résistance manipulée par un être mystérieux qui se cachait déjà derrière Lovelace, le gouvernement est en passe de tomber, et l'ennemi de l'ombre se cache cette fois-ci au sein même du pouvoir. Nathaniel n'a plus le choix : il invoque pour une ultime mission le démon Bartiméus, qui devra affronter les pires erreurs des sorciers et sera forcé lui aussi de revivre les plus sombres moments de sa vie. Tandis que le pouvoir vacille, l'ennemi se rapproche du monde des démons, dans un but inavouable et terrifiant. Tout ce que Nathaniel et Bartiméus ont affronté jusque-là devait les mener à cet ultime affrontement entre la magie et la réalité, un combat qu'ils doivent remporter à tout prix ou mourir en essayant de le faire. C'est d'ailleurs ce qui arrivera à Nathaniel, qui se sacrifiera pour détruire le démon Nouda, et sauver Londres.